# Préaux (Sena Marítimo)
Préaux é uma comuna francesa na região administrativa da Normandia, no departamento de Sena Marítimo. Estende-se por uma área de 18,95 km², com 1 641 habitantes, segundo os censos de 1999, com uma densidade de 86 hab/km².